# Избори в Гърция

## Парламентарни избори
Проведените парламентарни избори са през 1974, 1977, 1981, 1985, 1989, 1990, 1993, 1996, 2000, 2004, 2007, 2009, 2012, 2015, 2019, 2023 година.

## Местни избори
Проведените местни избори са през 1974, 1978, 1982, 1986, 1990, 1994, 1998, 2002 и 2006 г.

## Избори за Европейския парламент
На изборите за Европейския парламент, проведени на 7 юли 2009 г., от общо 22 места най-много взимат ПАСОК и „Нова демокрация“ - по 8 места, следвани от Гръцката комунистическа партия и Народния православен сбор - по 2 места, Коалицията на радикалната левица и „Природозащитници - Зелени“ – по 1 място.